# Radio Marca
Pour les articles homonymes, voir Marca.
Radio Marca est une station de radio espagnole qui émet des programmes d'information sportive toute la journée. Elle tient son origine du périodique d'information sportive Diario Marca, qui appartient au groupe Recoletos. En 2009 elle était écoutée par 511 000  auditeurs
Ses émissions débutent en février 2001. Elle offre des informations sportives centrées sur le football avec des retransmissions de rencontres, mais traite d'autres sports comme le basket-ball, la handball, les sports mécaniques et le tennis.

## Émission

Ancien logo.

Radio Marca émet en analogique dans les différentes régions espagnoles ainsi que par la radio digitale (DAB). Elle diffuse également par Internet en Real Audio.